# Хеббе, Сигне
Сигне Хеббе (швед. Signe Hebbe, 30 июля 1837 — 14 февраля 1925) — шведская оперная певица (сопрано) и педагог.

## Биография
Сигне Хеббе родилась в семье Венделы и Клеменса Хеббе в 1837 г. В юном возрасте она осталась без отца, который, обанкротившись, бросил семью и уехал за границу.
В 11 лет Сигне поступила в школу при Королевской опере. Она училась у актрисы Каролина Бок и изучала музыку в школе фортепиано Линдблада. В период 1852—1854 гг. она училась в Берлинской консерватории.
Дебют Сигне как актрисы состоялся в 1855 г. в Королевском драматическом театре. Но её голос сочли неподходящим для театральных ролей, и поэтому она продолжила учиться пению. В 1856 г. она поступила в Парижскую консерваторию, где стала первой скандинавской студенткой, получившей золотую медаль консерватории. В Парижской консерватории она некоторое время преподавала пластику, и одной из её учениц, когда она временно заменяла другую преподавательницу, была Сара Бернар. В дальнейшем Сигне училась певческому мастерству в Милане у Франческо Ламперти и театральному искусству у Аделаиды Ристори и Эрнесто Росси.
Её дебют как оперной певицы состоялся во Франкфурте. В 1861—1862-х гг. она выступала в Маннгеймском национальном театре. Между 1864 и 1879 гг. Сигне ездила по Европе, выступала в Стокгольме, Копенгагене, Париже, Варшаве, Женеве, Милане, Гельсингфорсе и Осло. Её выступления подвергались критике, поскольку она придавала своим героиням большую независимость, чем это дозволялось оперными традициями.
Сигне Хеббе вела и педагогическую деятельность. В период 1871—1925 гг. она преподавала пение, в 1877 г. открыла собственную школу, где учила технике речи, пения, пластики, с 1883 г. работала в Dramatens elevskola (школа королевского драматического театра), в 1886—1888 гг. преподавала в Шведской королевской музыкальной академии, а около 1900 г. — в Королевском драматическом театре. Среди её учеников были Йон Форселль, Матильда Юнгстетд, Каролина Эстберг.
Сигне Хеббе скончалась в Стокгольме в 1925 г. в возрасте 87 лет. Похоронена на кладбище Норра бегравнингсплатсен.